# ری جونگ-میونگ
ری جونگ میونگ زاده ۲۷ آوریل ۱۹۸۵، کشتی گیر اهل کره شمالی است. او در بازی‌های المپیک تابستانی ۲۰۱۲ در کشتی ۶۰ کیلوگرم آزاد مردان به رقابت پرداخته است.
او توانست در مسابقات کشتی آسیا ۲۰۱۱ که در ازبکستان برگزار شد مدال برنز را کسب کند.